# Сент-Ижест
Сент-Иже́ст (фр. Saint-Igest, окс. Sanch Igèst) — коммуна во Франции, находится в регионе Окситания. Департамент — Аверон. Входит в состав кантона Вильнёв. Округ коммуны — Вильфранш-де-Руэрг.
Код INSEE коммуны — 12227.
Коммуна расположена приблизительно в 500 км к югу от Парижа, в 110 км северо-восточнее Тулузы, в 40 км к западу от Родеза.

## Население
Население коммуны на 2008 год составляло 173 человека.
| 1962 | 1968 | 1975 | 1982 | 1990 | 1999 | 2008 |
| ---- | ---- | ---- | ---- | ---- | ---- | ---- |
| 269  | 285  | 241  | 201  | 158  | 163  | 173  |

## Экономика

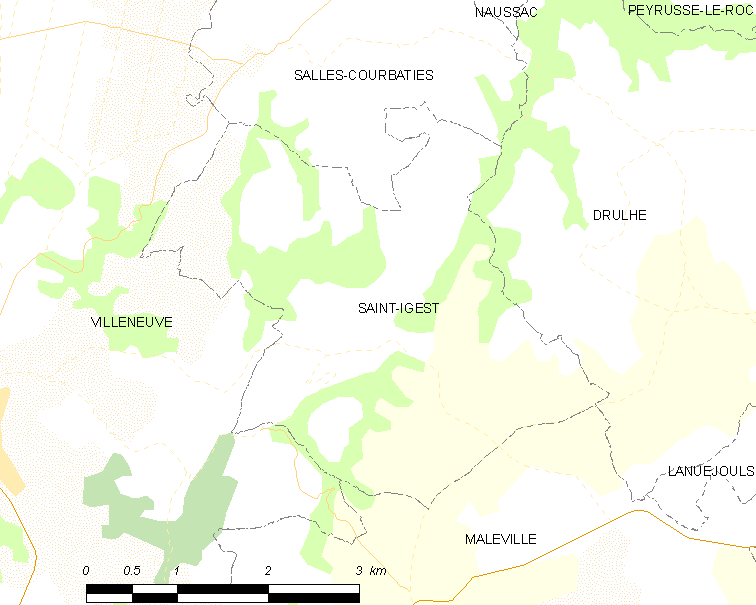
Карта коммуны

В 2007 году среди 96 человек в трудоспособном возрасте (15—64 лет) 66 были экономически активными, 30 — неактивными (показатель активности — 68,8 %, в 1999 году было 55,8 %). Из 66 активных работали 64 человека (40 мужчин и 24 женщины), безработных было 2 (1 мужчина и 1 женщина). Среди 30 неактивных 7 человек были учениками или студентами, 12 — пенсионерами, 11 были неактивными по другим причинам.

## Достопримечательности
- Церковь с колоколом 1637 года, который внесён в список памятников истории 18 января 1944 года[3]